# Eric Johansson
Eric Johansson, później nosił nazwiska Umedalen i Myrskog (ur. 10 lutego 1904 w Stora Skedvi w gminie Säter, zm. 22 lutego 1972 w gminie Krokom) – szwedzki lekkoatleta, specjalista rzutu młotem, medalista mistrzostw Europy z 1946.
Zdobył srebrny medal w rzucie młotem na mistrzostwach Europy w 1946 w Oslo, przegrywając jedynie ze swym rodakiem Bo Ericsonem, a wyprzedzając Duncana Clarka z Wielkiej Brytanii.
Był mistrzem Szwecji w tej konkurencji w 1946, wicemistrzem w 1944 i 1945 oraz brązowym medalistą w 1939 i 1942.
W 1947 ustanowił rekord Szwecji rzutem na odległość 57,41 m. Po weryfikacji okazało się, że młot, którego używał Johansson był lżejszy od przepisowego o 450 gramów. Johanssen został pozbawiony rekordu i zdyskwalifikowany. 
Jego rekord życiowy wynosił 56,79 m (ustanowiony 4 maja 1946 w Malmö).